# Каменный краб
Каменный краб (лат. Eriphia verrucosa) — вид крабов из семейства Eriphiidae.

## Описание
Панцирь тяжёлый и прочный, покрыт бугорками, наростами, шипами и острыми волосками. Окраска обычно коричневая или красно-коричневая, частично с рисунком в виде тускло-жёлтых или серовато-жёлтых прожилок и точек. Клешни крупные и сильные. Пальцы клешней тёмно-коричневые, реже — черные.
Каменный краб питается моллюсками и другими донными беспозвоночными, а также отдельными видами водорослей и органическими остатками. Отдельные особи замечены за поеданием более мелких крабов других видов.
Охраняет своё убежище среди камней и территорию вокруг от других крабов.
Спаривание каменного краба происходит после линьки при полном отвердении панциря. Самка вынашивает яйца под брюшком. Плодовитость высокая, до 130 000 яиц. Личинка планктонная, проходит 4 или 5 стадий зоэа и мегалопу.

## Ареал
Ареал каменного краба охватывает Чёрное и Средиземное моря, Атлантическое побережье от Великобритании до Мавритании и Азорских островов.
Каменный краб встречается на побережье Крымского полуострова, у берегов Болгарии, Турции,Кипра, на Черноморском побережье Кавказа на глубинах до 30 метров со скальным или каменистым дном. До 80-х годов XX столетия был многочисленным и даже рассматривался как отчасти промысловый вид. Сейчас численность каменного краба невелика, как исчезающий вид он занесён в Красную книгу Украины. Охраняется в природных заповедниках Мыс Мартьян, Карадагском, Опукском. Единственный вид, эффективно ограничивающий в Чёрном море распространение рапаны.